# Love for Sale
„Love for Sale“ (от английски: „Любов за продан“) е вторият и последен дуетен албум на американските певци Тони Бенет (за който албумът е 61-ви и последен) и Лейди Гага (за която албумът е 7-и), след издаването на първия им колаборативен проект – „Cheek to Cheek“ (2014). Албумът е издаден на 1 октомври 2021 г. посредством музикалните издатели на двамата изпълнители – Кълъмбия и Интерскоуп. Записан е в периода 2018 – 2020 г. и включва кавъри на джаз песни на Кол Портър, към чието творчество отдава почит проектът.
Песента „I Get a Kick Out of You“ е издадена като пилотен сингъл, заедно с обявяването на албума на 3 август 2021 г. – 95-ия рожден ден на Бенет, след което Бенет и Гага представят два концерта на живо в Radio City Music Hall в Ню Йорк.

## Предистория
Тони Бенет и Лейди Гага се запознават през 2011 година на благотворително събитие в Ню Йорк. След срещата им, Бенет кани Гага да изпълни „The Lady Is a Tramp“ заедно с него за албума му „Duets II“. Година по-късно Бенет споделя в интервю, че Гага иска двамата да запишат джаз албум. Записът е осъществен между юни 2013 и началото на 2014 г., а албумът, „Cheek to Cheek“, е издаден на през септември 2014 г. Дебютира на върха на Billboard 200 със 131 000 продажби през първата седмица в САЩ и печели одобрението на критиците, като дори е награден с „Грами“. Още тогава Бенет намеква, че двамата възнамеряват да представят още един албум заедно. След обявяването на „Love for Sale“, Гага споделя в Twitter:
В деня, когато издадохме „Cheek to Cheek“, Тони ми се обади и ме попита дали искам да запиша още един албум с него, този път, за да отдадем почит към творчеството на Кол Портър. За мен винаги е чест да пея със своя приятел Тони и, разбира се, приех поканата.
През февруари 2021 г. става ясно, че Бенет е диагностициран с болестта на Алцхаймер през 2016 г.

## Представяне
На 2 юли 2021 г. Бенет и Гага записват свои изпълнения за MTV Unplugged в Ню Йорк. На 3 и 5 август представят два концерта в Radio City Music Hall, озаглавени „За последно: Вечер с Тони Бенет и Лейди Гага“. Концертите са рекламирани като „последните изпълнения на живо за Бенет“.

## Списък с песни

### Стандартно издание
1. „It's De-Lovely“ (2:53)
2. „Night and Day“ (3:42)
3. „Love for Sale“ (3:40)
4. „Do I Love You“ (соло на Гага) (4:48)
5. "I've Got You Under My Skin (3:05)
6. „I Concentrate on You“ (3:56)
7. „I Get a Kick Out of You“ (3:33)
8. „So in Love“ (соло на Бенет) (4:31)
9. „Let's Do It (Let's Fall In Love)“ (соло на Гага) (3:36)
10. „Dream Dancing“ (4:16)

### Делукс издание
1. „Just One of Those Things“ (соло на Бенет) (2:59)
2. „You're the Top“ (2:49)

## Издаване
| Регион     | Дата               | Формат                                        | Издание            | Лейбъл                           |
| ---------- | ------------------ | --------------------------------------------- | ------------------ | -------------------------------- |
| В цял свят | 1 октомври 2021 г. | CD, дигитално сваляне, стрийминг              | Стандартно, делукс | Стриймлайн, Кълъмбия, Интерскоуп |
| В цял свят | 1 октомври 2021 г. | Специален комплект, касетка, грамофонна плоча | Стандартно         | Стриймлайн, Кълъмбия, Интерскоуп |